# Futebol Clube de Alverca
El Futebol Clube d'Alverca és un club de futbol portuguès amb seu a Alverca do Ribatejo, Vila Franca de Xira. Actualment juga a la 3a Divisió portuguesa.

## Història
El FC Alverca va ser fundat l'1 de setembre de 1939.
Després de moltes dècades en els nivells inferiors del futbol portuguès, l'Alverca va ascendir al màxim nivell el 1998, i hi va jugar en quatre de les cinc següents edicions, tornant també per a la temporada 2003–04, que també va acabar en descens; durant la major part d'aquest temps, el club va actuar com a club filial del SL Benfica. L'Alverca va jugar un any més al nivell dos, abans de plegar per motius econòmics, el 2005.
El 2006, l'Alverca es va tornar a formar, començant a nivell regional a les lligues de districte de l'Associació de Futbol de Lisboa, i ascendint el 2007-08 a la primera divisió d'aquesta categoria.
La temporada 2017-18, l'Alverca va guanyar l'ascens de nou a nivell nacional, com a campió del districte. El 17 d'octubre de 2019, l'Alverca va guanyar 2-0 a la tercera ronda de la Taça de Portugal contra un dels Tres Grans, l'Sporting CP, convertint-se en només el segon club de tercera categoria de la història que eliminava aquest equip de la copa; l'altre va ser el FC Tirsense el 1948. El club de la Primeira Liga, el Rio Ave FC, va guanyar l'Alverca per un únic gol a la següent ronda. Alex Apolinário, golejador del primer gol de la victòria davant l'Sporting, va morir el gener del 2021 dies després de col·lapsar en un partit amb l'Alverca.

## Estadi
La seu del club és el Complexo Desportivo del FC Alverca, amb una capacitat de 7.705 persones.